# Родан (монстр)
Родан (яп. ラドン Радон) — монстр из японских кайдзю-фильмов, один из самых известных врагов Годзиллы. Имя «Родан» носит в американских переводах (переводчики сочли его более благозвучным, чем оригинальное «Радон»).
Изначально Родан не имел к Годзилле никакого отношения, но уже начиная со второго фильма оба монстра всегда появлялись вместе. Родан — один из немногих кайдзю, который присутствует во всех трёх эрах японской франшизы: Сёве (1954 - 1975); Хэйсэе (1984 - 1998) и Миллениуме (1999 - 2004).
Так же как Годзилла был задуман, как символ американской ядерной угрозы, Родан рассматривался как воплощение той же опасности, исходящей из Советского Союза .

## Описание
Родан — гигантский птеранодон чёрного цвета. В первом фильме птенцы Родана вылупились из яиц в гнезде, располагавшемуся внутри вулкана. Детёныши уже были огромных размеров и их первой добычей стали гигантские доисторические насекомые меганулы.
На протяжении остальных фильмов Сёвы внешний вид Родана не менялся, только его поведение претерпевало довольно значительные изменения. В фильме «Гидора, трёхголовый монстр» Родан является заклятым природным врагом Годзиллы, в показанной схватке между ними Родан нападает на Годзиллу подобно хищной птице — клюёт его в голову и бьёт крыльями. Впрочем, уже к концу фильма Родан и Годзилла перестают враждовать и до конца Сёвы они являются союзниками.
В Хэйсэе всё меняется: в фильме «Годзилла против Мехагодзиллы 2» Родан опять является врагом Годзиллы, он защищает от него свою территорию на острове в Беринговом море. Однако после того, как Родан очнулся от хоровой песни детей-медиумов, он пришёл Годзилле на помощь в битве с роботом Мехагодзиллой.
В Миллениуме Родан был одним из монстров, которые под контролем пришельцев Ксиленов разрушали крупные мегаполисы Земли. Вместе с Ангирусом и Кинг Сизаром Родан сражается с Годзиллой у горы Фудзияма.

### Размеры
- Рост: 50 м (Сёва) - 70 м (Хэйсэй) - 100 м (Миллениум);
- Вес: 15 000 т (Сёва) - 16 000 т (Хэйсэй) - 30 000 т (Миллениум);
- Размах крыльев: 120 м (Сёва) - 150 м (Хэйсэй) - 200 м (Миллениум).

### Способности
Во время полёта может создавать разрушительные сверхзвуковые волны. После того, как стал Огненным Роданом, получил способность стрелять из пасти тепловым лучом, как Годзилла, а его энергия, похожая на энергию Мотры, воскресила Годзиллу.

## Фильмы
Сёва:
- 1956 — «Радон»
- 1964 — «Гидора, трёхголовый монстр»
- 1965 — «Годзилла против Монстра Зеро»
- 1968 — «Уничтожить всех монстров»
- 1972 — «Годзилла против Гайгана»
- 1973 — «Годзилла против Мегалона»

Хэйсэй:
- 1993 — «Годзилла против Мехагодзиллы-2»

Миллениум:
- 2004 — «Годзилла: Финальные войны»

Legendary Pictures
- 2019 — «Годзилла 2: Король монстров»

## Компьютерные игры
Родан появляется в нескольких компьютерных играх по мотивам японских фильмов: Godzilla: Battle Legends, Godzilla: Monster War, Godzilla: Destroy All Monsters Melee и Godzilla: Save The Earth. В игре Godzilla Unleashed появлялся Огненный Родан.

## Критика
- IGN поставил Родана на шестое место в списке 10 японских киномонстров[5].
- Complex поставил Родана на пятнадцатое место в списке 15 самых задиристых кайдзю всех времён[6]